# Favolaschia dybowskyana
Favolaschia dybowskyana es una especie de hongos basidiomicetos de la familia Mycenaceae, orden Agaricales.

## Sinónimos
- Favolaschia thwaitesii subsp. dybowskyana (Singer, 1945)